# Клайн-Пёхларн
Клайн-Пёхларн (нем. Klein-Pöchlarn) — ярмарочная коммуна (нем. Marktgemeinde) в Австрии, в федеральной земле Нижняя Австрия. 
Входит в состав округа Мельк.  Население составляет 1002 человека (на ). Занимает площадь 6,88 км². Официальный код  —  31516.

## Политическая ситуация
Бургомистр коммуны — Герхард Вагнер (СДПА) по результатам выборов 2005 года.
Совет представителей коммуны (нем. Gemeinderat) состоит из 19 мест.
- СДПА занимает 13 мест.
- АНП занимает 6 мест.